# بورت مودي (كولومبيا البريطانية)
بورت مودي (بالإنجليزية: Port Moody)‏ هي مدينة كندية تقع في مقاطعة كولومبيا البريطانية. تبلغ مساحة هذه المدينة 25.6225 (كم²)، ويبلغ عدد سكانها 27512 نسمة حسب إحصاء سنة 2006 م، بينما كان يسكنها 23816 نسمة في سنة 2001 م. تحتل هذه المدينة المرتبة رقم 147 بين مدن كندا حسب عدد السكان والمرتبة رقم 28 في المقاطعة. نما عدد السكان في هذه المدينة بنسبة (15.5) بين العامين المذكورين.

## وصلات خارجية
- الأطلس الحكومي لكندا
- إحصاءات كندا مع ساعة تعداد السكان